# Full Moon (album Brandy)
Full Moon drugi studyjny album piosenkarki R&B Brandy Norwood wydany w 2002 roku wydany przez Atlantic Records.
W USA album rozszedł się w czterech milionach egzemplarzy, a na świecie w dziewięciu. Wydane zostały z niego cztery single: Another Day In Paradise, What About Us?, Full Moon, i He Is.

## Lista utworów
| #   | Tytuł                        |      |
| --- | ---------------------------- | ---- |
| 1.  | "B-Rocka Intro"              | 1:19 |
| 2.  | "Full Moon"                  | 4:08 |
| 3.  | "I Thought"                  | 4:29 |
| 4.  | "When You Touch Me"          | 5:42 |
| 5.  | "Like This"                  | 4:32 |
| 6.  | "All in Me"                  | 4:00 |
| 7.  | "Apart"                      | 4:27 |
| 8.  | "Can We"                     | 4:43 |
| 9.  | "What About Us?"             | 4:12 |
| 10. | "Anybody"                    | 4:50 |
| 11. | "Nothing"                    | 4:48 |
| 12. | "It's Not Worth It"          | 4:23 |
| 13. | "He Is"                      | 4:21 |
| 14. | "Come a Little Closer"       | 4:32 |
| 15. | "Love Wouldn't Count Me Out" | 4:19 |
| 16. | "WOW"                        | 4:12 |

### Dodatki
| 17. | "Die Without You" (with Ray-J) [U.S. bonus]       | 3:56 |
| 18. | "Another Day in Paradise" (with Ray-J) [EU bonus] | 4:12 |
| 19. | "I Wanna Fall in Love" [Japanese bonus]           | 3:52 |